# Lokomotiva T 334.004
Motorová lokomotiva T 334.004 je jediný dochovaný stroj řady WR 360 C 14 v Česku. Označení řady WR 360 je důležité, neboť označení T 334.0 je dosti nejednoznačné – při prvním obsazení této řady bylo inventární číslo přiděleno i lokomotivě naprosto stejných parametrů ale odlišné konstrukce (typ N 350 jako T 334.003), navíc, vzhledem k tomu, že v době uvádění rosniček do provozu již ČSD žádnou z německých lokomotiv nedisponovaly, byla řada T 334.0 recyklována.

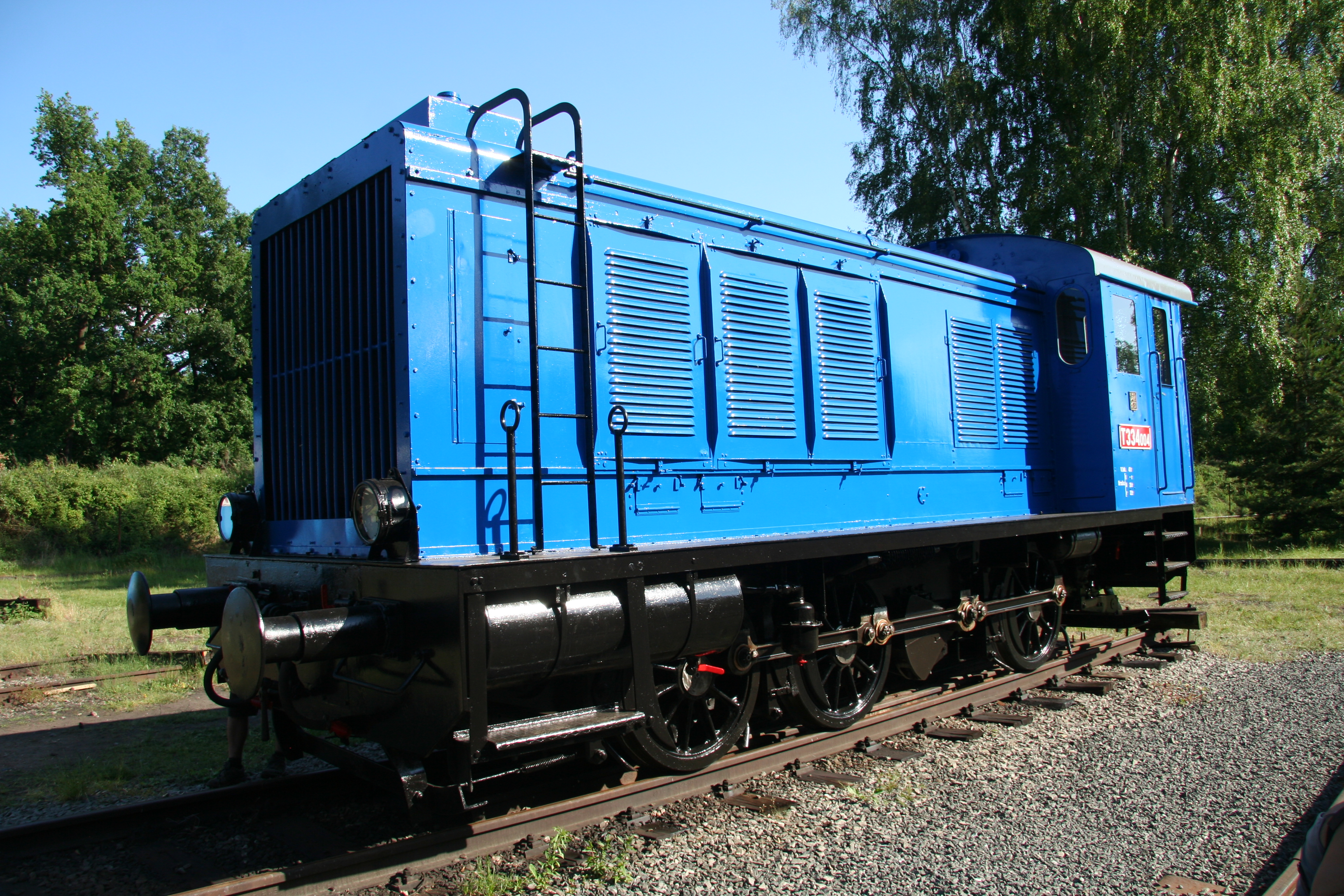
T 334.004 zepředu

Tato lokomotiva byla vyrobena s výrobním číslem 12031 lokomotivkou BMAG v Berlíně v roce 1943. Po skončení války byla předána do vlečkového provozu a dosloužila v národním podniku Benzina na vlečce v Hněvicích, kde také byla v roce 1993 objevena a zrestaurována. Později se stávala neprovozním exponátem železničního muzea ve Zlonicích, odkud se v první polovině roku 2012 přestěhovala do Lužné u Rakovníka a stala se majetkem Českých drah. Byl na ní obnoven nátěr do předpokládaného vzhledu z dob, kdy tyto lokomotivy byly u ČSD provozovány. Inventární číslo T 334.004 bylo přiděleno dodatečně – tato lokomotiva totiž pod ČSD nikdy nejezdila.